# Chrysiptera glauca
Chrysiptera glauca är en fiskart som först beskrevs av Cuvier, 1830.  Chrysiptera glauca ingår i släktet Chrysiptera och familjen Pomacentridae. Inga underarter finns listade i Catalogue of Life.